# GNAT3
GNAT3‏ (G protein subunit alpha transducin 3) هوَ بروتين يُشَفر بواسطة جين GNAT3 في الإنسان.